# Gwendoline Christie
Gwendoline Tracey Philippa Christie (Worthing, Sussex Occidental, Inglaterra, 28 de octubre de 1978) es una actriz de cine y televisión británica. Es conocida por sus papeles de Brienne de Tarth en la serie Juego de tronos y como la Capitán Phasma en Star Wars: Episodio VII - El despertar de la Fuerza.

## Primeros años
Christie nació el 28 de octubre de 1978 en Worthing, Sussex Occidental, Reino Unido, y se crio en una aldea cercana a las llanuras del sur de Inglaterra. Cuando era niña era gimnasta semi-profesional, pero sufrió una lesión en la columna vertebral, lo cual la obligó a abandonar la carrera y decidió dedicarse a la actuación. Se graduó en el Drama Centre London en 2005 y vive en Londres. En una entrevista con la Radio Times, dijo que había "perdido la noción" de su edad.
Su sorprendente altura, 1,91 m, a veces la hace sentirse "bastante sin género", dijo Christie en 2013. Intrigada por su estatura, la fotógrafa Polly Borland, usó como modelo a Christie en su serie de fotografías titulada "Bunny", entre 2002 y 2008. De acuerdo con Christie, sintió entonces que las fotografías, en las que aparece en su mayoría desnuda, podrían ayudarla a aceptar su cuerpo, y luchar con sus problemas con su feminidad. Pero, en retrospectiva, ella dijo que se sorprendía por haber accedido a hacerlas.

## Carrera
En julio de 2011, Christie fue elegida como la guerrera Brienne de Tarth en la segunda temporada de la serie Juego de tronos. Su personaje, una mujer excepcionalmente alta, musculosa y de aspecto sencillo, es la favorita entre muchos lectores de las novelas.
Christie dijo que haber sido acosada por su altura y su aspecto andrógino podría ayudarla a desempeñar el papel de Brienne. Durante su preparación para las audiciones, empezó a usar ropa unisex para ayudarla a entrar en la mentalidad más masculina de su personaje, y comenzó un régimen de entrenamiento intensivo, ganando más de  6,4 kg de masa muscular. De acuerdo con el coguionista y productor de la serie George R. R. Martin, obtuvo el papel prácticamente sin debate, después de una llamativa audición a la que se presentó disfrazada y maquillada como Brienne. Después de haber sido elegida, se preparó  tomando clases de equitación, lucha con espada y lucha simulada.
Su debut el 15 de abril de 2012 en el tercer episodio de la segunda temporada de Juego de Tronos fue bien recibido por la crítica. Nina Shen Rastogi elogió su "elocuente y económica actuación física", señalando que su forma de andar, su postura y su semblante transmitían eficazmente la inquebrantable devoción de Brienne por su decisión de convertirse en caballero y por su rey Renly. Christie fue nominada en 2013 por su papel como Brienne para el Saturn Award como mejor actriz.
En abril de 2014, se anunció que Christie había conseguido el papel de Comandante Lyme  en las dos últimas películas de Los juegos del hambre. La actriz Lily Rabe había firmado para ese papel anteriormente, pero tuvo que abandonarlo por problemas de agenda.

## Filmografía

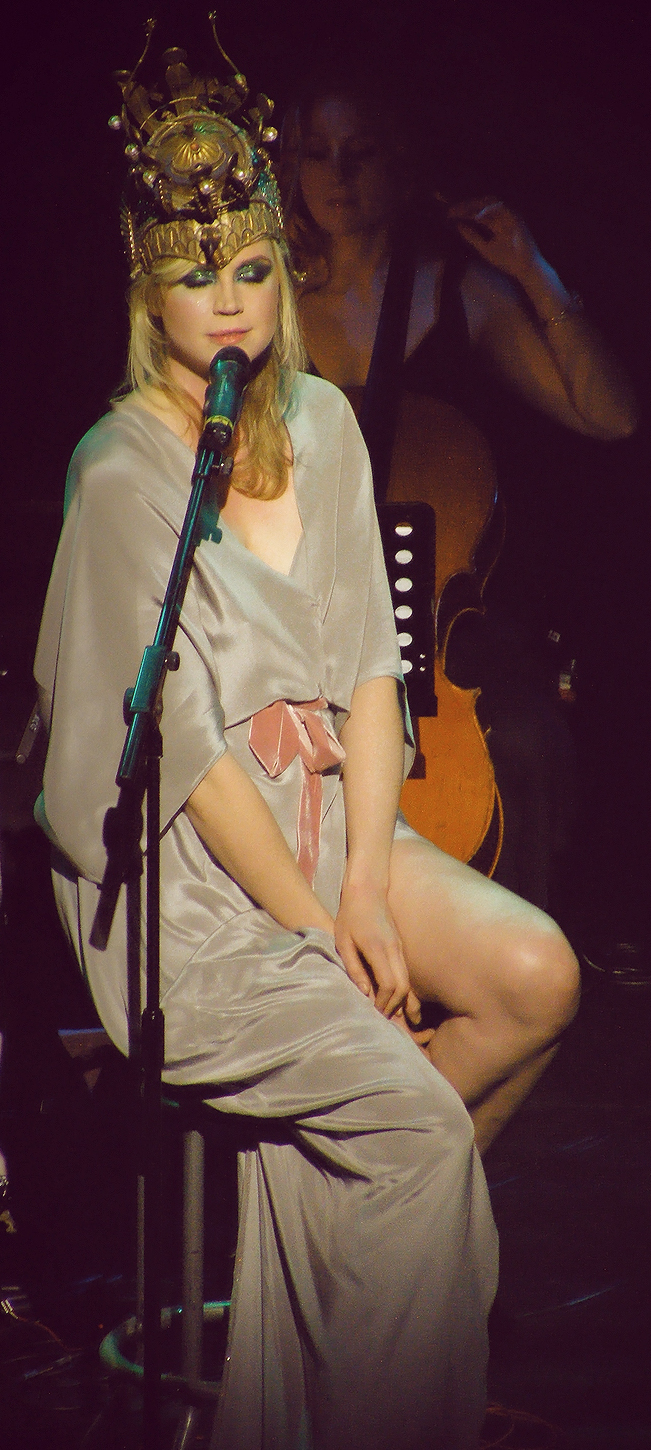
Christie en el Palladium de Londres en 2009.

### Cine
| Año  | Título                                              | Papel               | Director(es)           | Notas |
| ---- | --------------------------------------------------- | ------------------- | ---------------------- | ----- |
| 2009 | The Imaginarium of Doctor Parnassus                 | Classy Shopper 2    | Terry Gilliam          |       |
| 2013 | The Zero Theorem                                    | Mujer en un anuncio | Terry Gilliam          | Cameo |
| 2015 | Los juegos del hambre: Sinsajo - Parte 2            | Comandante Lyme     | Francis Lawrence       |       |
| 2015 | Star Wars: Episodio VII - El despertar de la Fuerza | Capitana Phasma     | J. J. Abrams           |       |
| 2016 | Absolutely Fabulous: The Movie                      | Ella misma          | Mandie Fletcher        |       |
| 2017 | Star Wars: Episodio VIII - Los últimos Jedi         | Capitana Phasma     | Rian Johnson           |       |
| 2018 | Mentes poderosas                                    | Lady Jane           | Jennifer Yuh Nelson    |       |
| 2018 | In Fabric                                           | Gwen                | Peter Strickland       |       |
| 2018 | Bienvenidos a Marwen                                | Anna                | Robert Zemeckis        |       |
| 2019 | The Personal History of David Copperfield           | Jane Murdstone      | Armando Iannucci       |       |
| 2019 | Our Friend                                          | Teresa              | Gabriela Cowperthwaite |       |
| 2022 | Flux Gourmet                                        | Jan Stevens         | Peter Strickland       |       |
| 2024 | Robin and the Hoods                                 | Aura                | Phil Hawkins           |       |
| 2025 | After This Death                                    | Alice               | Lucio Castro           |       |

### Televisión

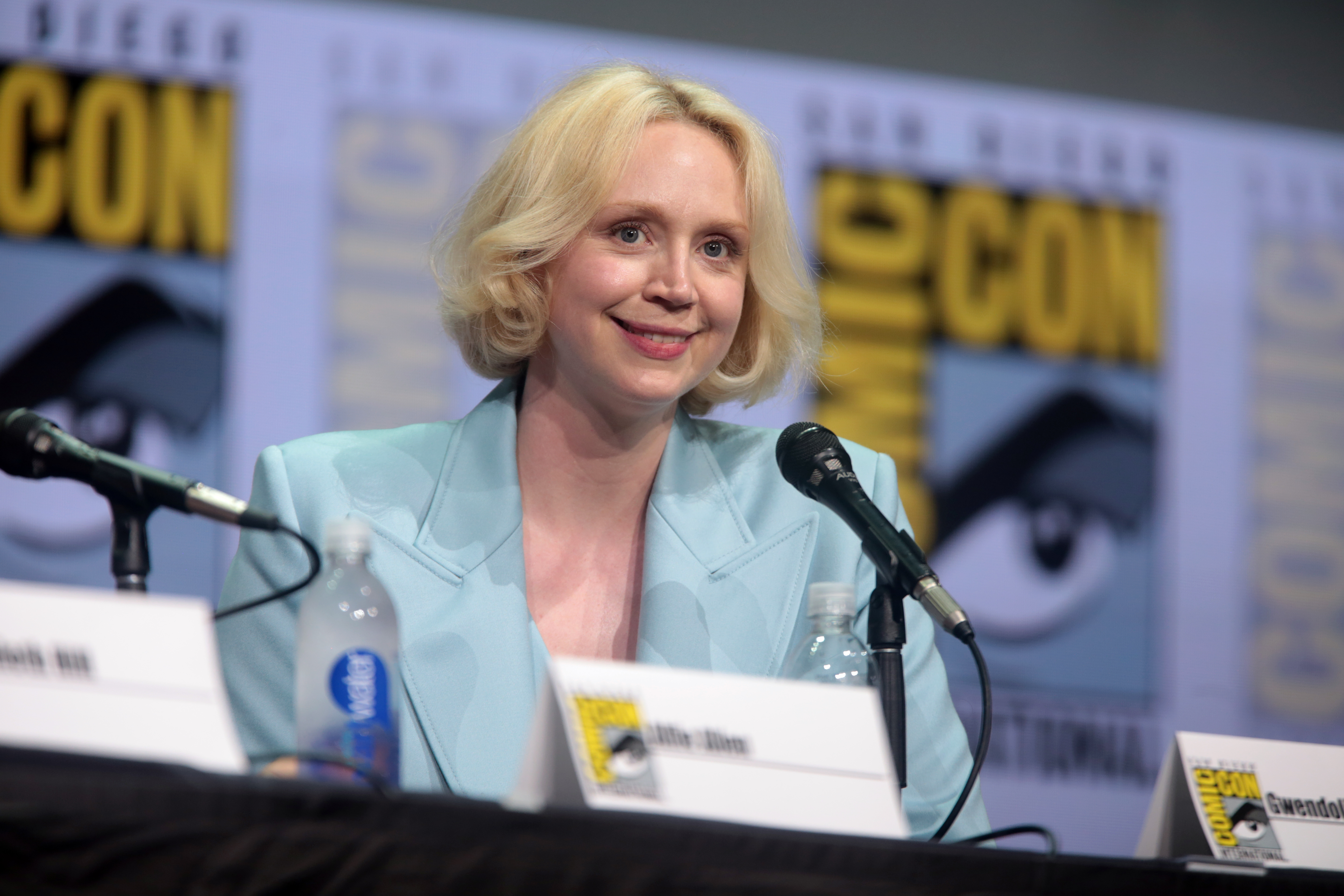
Gwendoline Christie en la COMIC-CON de San Diego

| Año       | Título                       | Papel                | Notas                         |
| --------- | ---------------------------- | -------------------- | ----------------------------- |
| 2010      | Seven Ages of Britain Teaser | The Operator         | Corto de televisión           |
| 2012–2019 | Game of Thrones              | Brienne de Tarth     | 42 episodios                  |
| 2012–2013 | Wizards vs Aliens            | Lexi                 | 26 episodios                  |
| 2017      | Top of the Lake: China Girl  | Miranda Hilmarson    | 6 episodios                   |
| 2018      | Star Wars Resistance         | Captain Phasma (voz) | 3 episodios                   |
| 2022      | Green Eggs and Ham           | Marilyn Blouse       | Voz                           |
| 2022      | The Sandman                  | Lucifer Morningstar  | 10 episodios                  |
| 2022      | Wednesday                    | Larissa Weems        | Papel principal (8 episodios) |
| 2025      | Severance                    | Lorne                | Temporada 2                   |

### Teatro
| Año  | Título                    | Papel                | Notas                            |
| ---- | ------------------------- | -------------------- | -------------------------------- |
| 2006 | Pravda                    | Cindy                | Festival Theatre, Chichester     |
| 2006 | Mirandolina               | Ortensia             | Royal Exchange, Mánchester       |
| 2007 | Cymbeline                 | Queen                | Barbican Centre, Londres         |
| 2009 | Giantbum                  | Sir Boss             | Tate Britain, Londres            |
| 2009 | Skin Deep                 | Susannah Dangerfield | Grand Theatre, Leeds             |
| 2009 | Breakfast at Tiffany's    | Mag Wildwood         | Theatre Royal Haymarket, Londres |
| 2010 | Dr. Faustus               | Lucifer              | Royal Exchange, Mánchester       |
| 2019 | A Midsummer Night's Dream | Titania/Hippolyta    | Bridge Theatre, Londres          |

### Videojuegos
| Año  | Título                            | Papel          | Notas |
| ---- | --------------------------------- | -------------- | ----- |
| 2016 | Lego Star Wars: The Force Awakens | Captain Phasma | Voz   |
| 2017 | Star Wars Battlefront II          | Captain Phasma | Voz   |

### Cortometrajes
| Año  | Título                                   | Papel                      | Director(es)      | Notas                                                                 |
| ---- | ---------------------------------------- | -------------------------- | ----------------- | --------------------------------------------------------------------- |
| 2007 | The Time Surgeon                         | The Tape                   | Nathaniel Mellors |                                                                       |
| 2010 | Ourhouse, Episode 1: 'Games'             | Annalise "Babydoll" Wilson | Nathaniel Mellors | productora asociada y responsable del casting, vestuario y maquillaje |
| 2010 | Ourhouse, Episode 4: 'Internal Problems' | Annalise "Babydoll" Wilson | Nathaniel Mellors | productora asociada y responsable del casting, vestuario y maquillaje |
| 2011 | Ourhouse, Episode 2: 'Class'             | Annalise "Babydoll" Wilson | Nathaniel Mellors | productora asociada y responsable del casting, vestuario y maquillaje |
| 2011 | Ourhouse, Episode 3: 'The Cure of Folly' | Annalise "Babydoll" Wilson | Nathaniel Mellors | productora asociada y responsable del casting                         |
| 2016 | The Dress                                | The Woman                  | Barnaby Roper     |                                                                       |

### Videoclips
| Año  | Título         | Artista      |
| ---- | -------------- | ------------ |
| 2003 | Strict Machine | Goldfrapp    |
| 2009 | Damaris        | Patrick Wolf |